# Brian Mennes

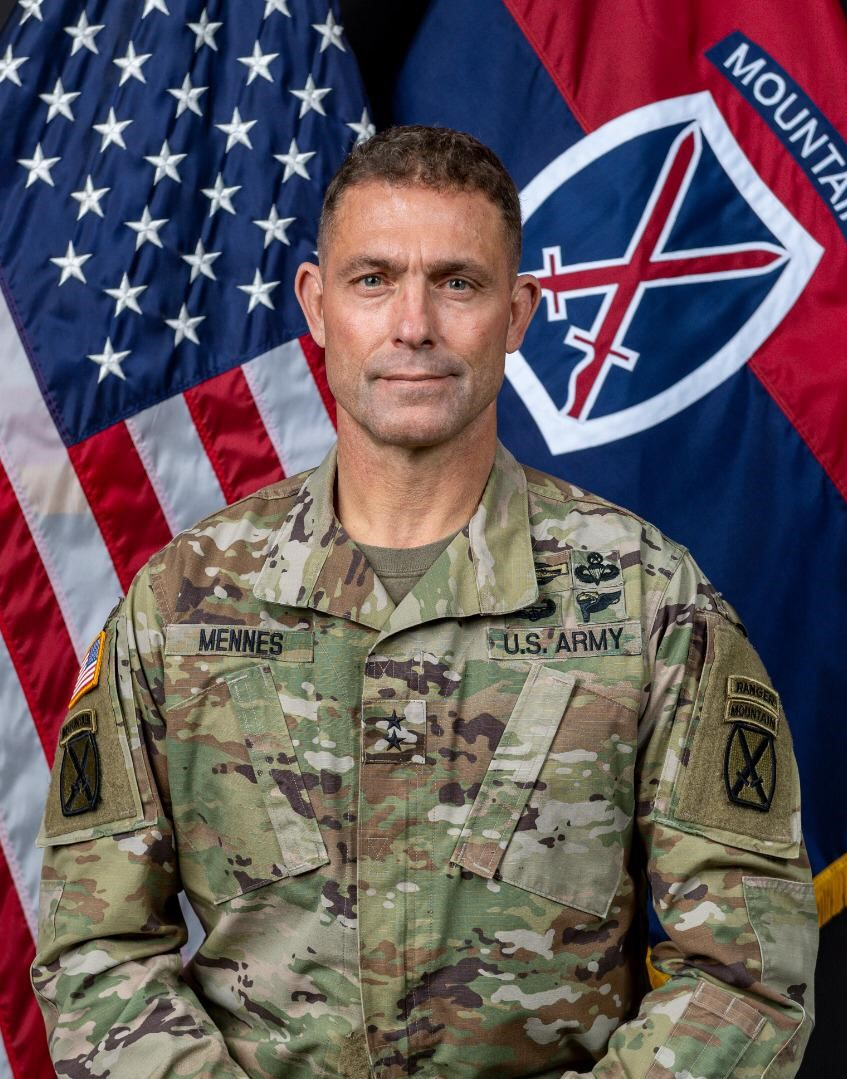
Brian Mennes (2020)

Brian Joseph Mennes (* 26. April 1966 in New Mexico) ist ein pensionierter Generalmajor der United States Army. Er war unter anderem Kommandeur der 10. Gebirgsdivision.
In den Jahren 1984 bis 1988 durchlief Brian Mennes die United States Military Academy in West Point. Nach seiner Graduation wurde er als Leutnant der Infanterie zugeteilt. In der Armee durchlief er anschließend alle Offiziersränge vom Leutnant bis zum Zwei-Sterne-General.
Im Lauf seiner militärischen Karriere absolvierte er verschiedene Kurse und Schulungen. Dazu gehörten unter anderem der Infantry Officer Basic Course, der Infantry Officer Advanced Course, das Command and General Staff College und das United States Army War College.
In seinen jüngeren Jahren absolvierte er den für Offiziere in den niederen Rangstufen üblichen Dienst in unterschiedlichen Einheiten und Standorten. Dazu gehörten auch Aufgaben als Stabsoffizier in verschiedenen Hauptquartieren. Er war zunächst in Fort Ord in Kalifornien stationiert wo er Zugführer in einer Kompanie und dann Stabsoffizier in einem Bataillon der 7. Infanteriedivision war. Dabei war er an der US-Invasion in Panama beteiligt.
Im weiteren Verlauf seiner Karriere wurde Mennes nach Südkorea versetzt wo er unter anderem eine Infanteriekompanie befehligte. Daran schlossen sich weitere Aufgaben in verschiedenen Funktionen und Einheiten in den Vereinigten Staaten an. Er war sowohl im Irakkrieg als auch im Krieg in Afghanistan eingesetzt. Zwischenzeitlich war er auch Stabsoffizier in einer der 82. Luftlandedivision unterstellten Einheit, die im Irak stationiert war. In Afghanistan kommandierte Mennes das 1. Bataillon des 508. Fallschirmjägerregiments, das ebenfalls zur 82. Luftlandedivision gehörte.
Danach übernahm er das Kommando über das 1. Bataillon des 75. Rangerregiments, mit dem er sowohl im Irak als auch in Afghanistan eingesetzt war. Nach seiner Beförderung zum Oberst erhielt er das Kommando über die 4. Brigade der 82. Luftlandedivision die zunächst in Fort Bragg, dem heutigen Fort Liberty in North Carolina, stationiert war und dann auch vorübergehend nach Afghanistan verlegt wurde. Danach wurde er stellvertretender Kommandeur des United States Army Cadet Commands das sich mit den Kadetten im Rahmen des ROTC-Programms befasst. Diese Aufgabe nahm Brian Mennes in den Jahren 2014 und 2015 wahr.
Daran schloss sich eine weitere Versetzung nach Südkorea an. Dort war er in den Jahren 2015 und 2016 Leiter der Stabsabteilung G3 für Operationen bei der 2. Infanteriedivision. Es folgte eine Versetzung zum Stab des Heeresministeriums, wo er in verschiedenen Funktionen tätig war.
Im Mai 2019 erhielt Brian Mennes das Kommando über die 10. Gebirgsdivision deren Hauptquartier sich in Fort Drum im Bundesstaat New York befindet. Dieses Kommando behielt er bis zum Juli 2021. Teile der Division waren wieder in Afghanistan eingesetzt, wo sie in der Endphase des Krieges an der Sicherung des Flughafens von Kabul beteiligt war. Während seiner Zeit als Divisionskommandeur musste Mennes einen seiner Brigadekommandeure wegen in den Quellen nicht näher erläutertem Fehlverhaltens seines Amtes entheben.
Nach dem Ende seiner Zeit als Divisionskommandeur wurde Brian Mennes zum XVIII. Luftlandekorps nach Fort Liberty (vormals Fort Bragg) versetzt. Dort übernahm er die Stelle des stellvertretenden Kommandeurs. Diese Aufgabe hatte er bis zum Juni 2024 inne als er von John P. Cogbill abgelöst wurde. Anschließend schied er aus dem aktiven Militärdienst aus.

## Orden und Auszeichnungen
Brian Mennes erhielt im Lauf seiner militärischen Laufbahn unter anderem folgende Auszeichnungen:
- Army Distinguished Service Medal
- Defense Superior Service Medal
- Legion of Merit
- Bronze Star Medal
- Meritorious Service Medal